# 囲碁クラブ
囲碁クラブ（いごクラブ）は、
1. 囲碁を打つための場所、碁会所。またはそのための組織。
2. 囲碁の雑誌。以下で詳述。

『囲碁クラブ』（いごクラブ）は、日本棋院発行の囲碁の月刊誌。1925年『爛柯』として創刊。その後『囲碁クラブ』と改名。1999年に『棋道』と合併して『碁ワールド』となった。

## 歴史
日本棋院が1924年（大正13年）に設立された翌1925年、機関誌『棋道』の姉妹誌『爛柯』が創刊（10月号）。創刊号は84ページ、50銭で、掲載記事は、全棋士集合写真、日本棋院設立趣旨、本因坊秀哉「圍棋上達法」、置碁の棋譜、碁界便り、川柳、小説、素人囲碁番付、詰碁など。主にアマチュア向けの囲碁普及を目的とする内容で刊行される。1928年8月号で『囲棋倶楽部』に改名、その後『囲碁クラブ』となる。
第二次世界大戦激化のために用紙が逼迫すると、1944年には32ページとなり、次いで4月号からは『棋道』に合併され、この年の11月号で休刊となる。戦後は『棋道』復刊より遅れて1954年6月号で復刊。
1990年代になると日本棋院の財政悪化が進み、1999年に『棋道』と合併して『碁ワールド』となった。雑誌コードは『囲碁クラブ』を引き継いだため、『碁ワールド』の通巻号数は『囲碁クラブ』からの継続となっている。

## 主な記事、企画
- 「段級囲試験問題集」1955-58年、「特別懸賞問題」1958-63年、「段級囲認定試験」1963-99年 誌上問題による段級囲認定
- 「木谷道場百段突破記念  内弟子指導碁シリーズ」1962年 木谷實門下の内弟子が木谷の胸を借りた置碁を掲載
- 中山典之「実録囲碁講談」1975-77年 プロ棋士のエピソード集
- 「必殺打込み勝負」1984年 棋聖・名人の趙治勲と新撰組（王立誠、小林覚、山城宏）との打ち込み碁。一時は趙が二子に打ちこんだ。
- 「日中スーパー囲碁」1984-85年 日本と中国の棋士により勝ち抜き戦。翌年第2回からは『週刊碁』に移管。
- 「孔祥明中国八段対日本若手棋士 真剣五番勝負」1987年
  - 孔祥明が、小県真樹、大矢浩一、小川誠子、後藤俊午、彦坂直人の5人に対して1勝4敗。
- 「キリン杯GO団体戦」1988-96年 地域別のプロとアマチュアの混成チームによる団体戦トーナメント
- 「囲碁クラブ大賞」1991-95年 読者投稿による囲碁をテーマとした文芸作品の募集
- 「依田紀基・李昌鎬五番勝負」1991年 当時の日本と韓国の若手ホープ同士の対決で、依田3-1李。
- 林治文「李昌鎬物語」1999年
- 「竹林杯精鋭八強戦」1999年 大竹英雄、林海峰の主催による、若手棋士8名によるトーナメント戦。『碁ワールド』に引き継がれた。
- 連載漫画 藤井レオ「ワシは本因坊」「天下星目」、山松ゆうきち「俺は天才だろうか」、うじなお子「あっちゃんの『碁きげんいかが』」